# IF Eker Örebro
IF Eker Örebro är en fotbollsklubb från västra stadsdelarna i Örebro i Sverige. Föreningen grundades 1933, då som Ekers IF, och lagets färger är svart, med inslag av vitt och rött. I samband med att verksamheten etablerades vid Mellringestaden 1996, ändrades namnet till Mellringe Eker IF. Dagens förening, IF Eker Örebro, är resultatet av en sammanslagning under år 2005 av Mellringe Eker IF samt Vivalla-Lundby IF. Flera sporter har förekommit genom åren men idag är fotboll den enda aktiva sporten i föreningen.
Klubben har damlag, herrlag och ungdomsverksamhet för både flickor och pojkar. Föreningen förfogar över flera träningsanläggningar. Matcharena och klubbhus ligger vid Lundby IP i Örebro. Barn- och ungdomsverksamheten har sin bas på Mellringe IP.

År 2021 tog både damlaget och herrlaget en historiskt dubbel genom att båda vann sina serier. 
- GULD Division 4 DAM 2021
- GULD Division 4 HERR 2021
Damerna förblev dessutom obesegrade genom hela serien och herrarna vann hela 10 seriematcher på raken.
År 2022 tog herrarna en välmeriterat 4:e plats som nykomling i Division 3 Västra Svealand.
Inför säsongen 2023 blev Patrik Haginge ny tränare för herrlaget. 
Under 2023 fyller klubben 90 år.

Spelare från Eker som har spelat fotboll i landslag och högre divisioner:
- Fanny Persson - F15 landslaget 2009, Damallsvenskan med  KIF Örebro DFF
- Sabina Forsberg - F16 landslaget 2014
- Patrik Haginge - Allsvenskan med Örebro SK, Djurgårdens IF, 4 U21-landskamper, 12 U18-landskamper
- Joakim Green - Allsvenskan med Örebro SK
- Gabriel Binay - P15 landslaget 2004
- Basel Gorgis - Svenska Futsalligan med Örebro Futsal Club
- Simon Chamoun - Svenska Futsalligan med Örebro Futsal Club och Hammarby IF

Andra kända personer med rötterna i Eker:
- Calle Gunnarsson - Stanley Cup-titel med St. Louis Blues 2019, Toronto Maple Leafs, 1 VM Silver och 2 VM brons med Tre Kronor.